# Richard Childress Racing
 Richard Childress Racing est une écurie NASCAR basée à Welcome en Caroline du Nord et dirigée par Richard Childress.

## Parcours en NASCAR Cup series
L'écurie débute en Cup Series en 1969 sur le Superspeedway de Talladega avec Childress au volant de la voiture no 3. C'est la seule course à laquelle il participe jusqu'en 1972 (14 au total cette année là). Richard Childress court de 1976 à 1981 l’ensemble du championnat sans remporter la moindre victoire. Il cède son volant à Ricky Rudd en 1981 puis engage Dale Earnhardt à temps plein à partir de 1984. Earnhardt remporte 67 courses pour la Richard Childress Racing (la dernière en l'an 2000) et décroche 6 de ses 7 titres entre 1986 et 1994.
À sa mort l'année suivante lors du Daytona 500, lui succède notamment Kevin Harvick qui gagne 2 courses dès sa première année dans l'écurie et 23 jusqu'en 2013 au volant de la no 29.